# Tržič
Tržič (en allemand : Neumarktl) est une commune située dans la région de la Haute-Carniole dans le nord-ouest de la Slovénie, non loin de la frontière autrichienne.

## Géographie
La commune appartient à la région traditionnelle de Haute-Carniole au pied sud des Karavanke. Elle est liée avec l'Autriche par la route du col de Loïbl (Ljubelj), une partie de la route européenne 652 reliant Klagenfurt à Kranj. 
L'économie locale est axée sur l'industrie du cuir mais aussi sur le tourisme des sports d'hiver grâce à sa position au cœur des Préalpes orientales méridionales. 

### Villages
Bistrica pri Tržiču, Brdo, Breg ob Bistrici, Brezje pri Tržiču, Čadovlje pri Tržiču, Dolina, Gozd, Grahovše, Hudi Graben, Hudo, Hušica, Jelendol, Kovor, Križe, Leše, Loka, Lom pod Storžičem, Novake, Paloviče, Podljubelj, Popovo, Potarje, Pristava, Retnje, Ročevnica, Sebenje, Senično, Slap, Spodnje Vetrno, Tržič, Vadiče, Visoče, Zgornje Vetrno, Zvirče et Žiganja vas.

## Histoire

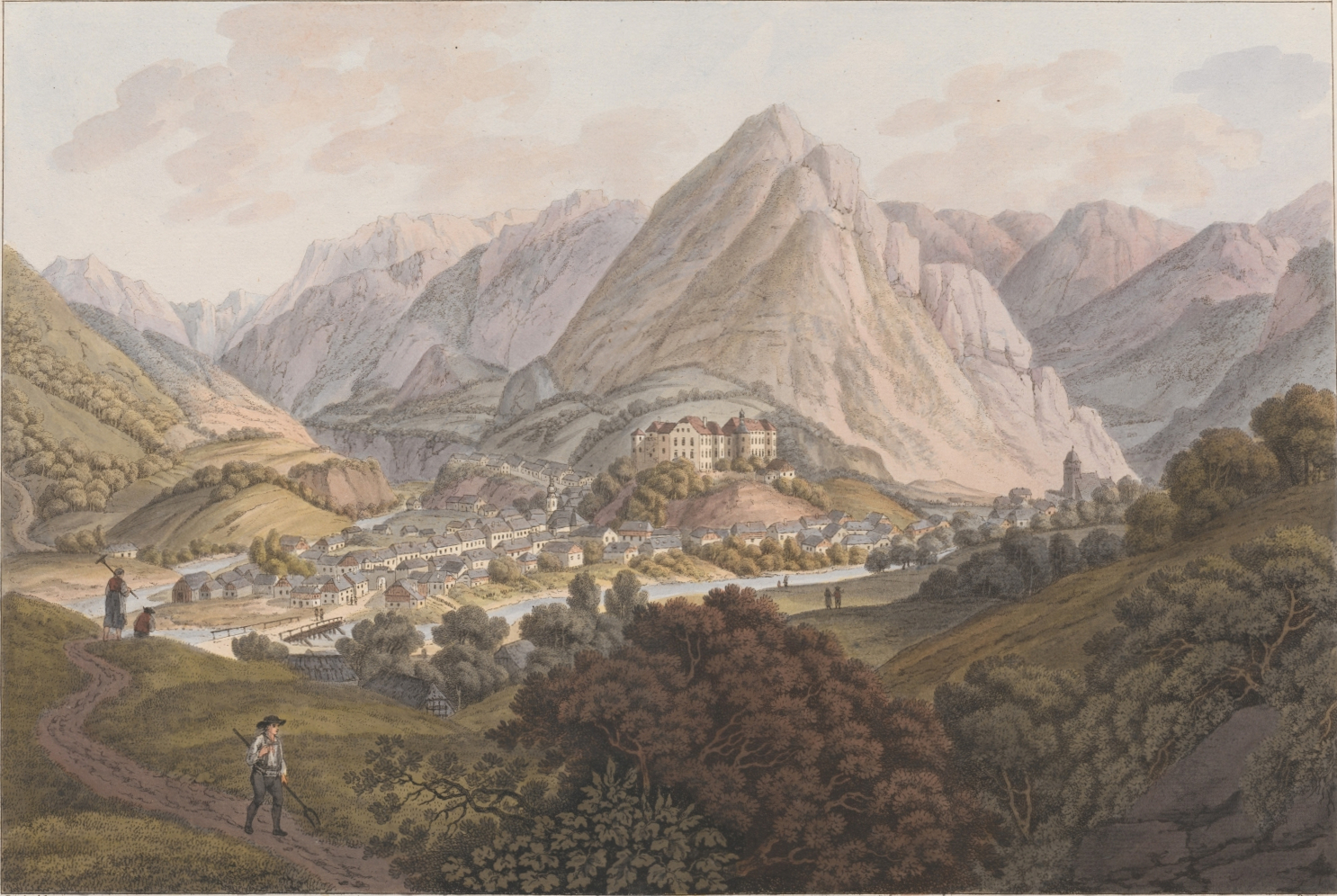
Vue de Tržič, lithographie de Karel Postl (1810).

La région était déjà peuplée dans l'antiquité, lorsqu'une voie romaine menait du castrum d’Emona (la ville actuelle de Ljubljana) à travers les Karavanke jusqu'à Virunum dans la province de Norique. La colonie au-dessous du col de Loibl obtint le droit de tenir marché par l'acte de l'empereur Frédéric III de Habsbourg du 12 décembre 1492.
Le château de Neuhaus à Tržič accueillit la comtesse Francisca de Strassoldo-Graffemberg (1781-1854), l'épouse du  maréchal impérial autrichien Joseph Radetzky. En 1811, de nombreux bâtiments sont détruits par un incendie.
Jusqu'à la fin de la Première Guerre mondiale et la dissolution de la monarchie danubienne, la municipalité était incorporée dans le district de Kranj (Krainburg) au sein du duché de Carniole. En 1918, elle rejoint le royaume des Serbes, Croates et Slovènes. En 1926, Tržič est élevée au rang de ville par le roi Alexandre Ier. Occupée par les troupes de l'Allemagne nazie pendant la Seconde Guerre mondiale, un camp de concentration se trouvait au-dessus de la ville près du col de Loïbl.

## Démographie
Entre 2008 et 2021, la population de la commune de Tržič est restée assez stable aux alentours de 15 000 habitants,.
Évolution démographique
| 2008   | 2009   | 2010   | 2011   | 2012   | 2013   | 2014   | 2015   | 2016   |
| ------ | ------ | ------ | ------ | ------ | ------ | ------ | ------ | ------ |
| 15 283 | 15 386 | 15 302 | 15 196 | 15 174 | 15 106 | 15 041 | 14 994 | 14 872 |
| 2017   | 2018   | 2019   | 2020   | 2021   |        |        |        |        |
| 14 870 | 14 766 | 14 880 | 14 961 | 15 054 |        |        |        |        |

## Jumelage
La ville de Tržič est jumelée avec:
- Sainte-Marie-aux-Mines, France

## Personnalités
- Johannes Damascenus Dev (1732-1786), poète;
- Peter Gros (1834-1913), poète;
- Andrej Perne (1844-1914), poète;
- Ivan Toporiš (1867-1915), poète;
- Simon Grahovar (1709-1774), artiste;
- Jože Pogačnik (1902-1980), archevêque;
- Ignacij Hladnik (1865-1932), compositeur;
- Andrej Praprotnik, (1827-1895), poète;
- Josip Novak (1833-1883), poète et élève de Franc Metelko.